# Príncipe de Condé
A Sereníssima Casa de Bourbon-Condé ou simplesmente Casa de Condé foi uma casa dinástica principesca francesa e um ramo cadete da Casa de Bourbon. O nome da casa está relacionado ao título de Príncipe de Condé (em francês: Prince de Condé), criado em referência à cidade de Condé-en-Brie. O título foi assumido originalmente em meados de 1557 por Luís de Bourbon, líder dos Huguenotes e tio de Henrique IV de França. 
Esta linhagem da Casa de Bourbon foi extinta em 1830, quando seu descendente de oitava geração, Luís Henrique de Bourbon-Condé, morreu sem deixar herdeiros do sexo masculino. O título, então, foi ostentado ultimamente por Luís Filipe d'Orleães até sua morte em 1866.

## História
O primeiro a assumir o título foi o líder huguenote Luís I de Bourbon-Condé, quinto filho de Carlos de Bourbon. Seu filho Henrique I também pertencia ao partido huguenote. Fugindo ao Sacro Império Romano-Germânico, criou um pequeno exército com o qual em 1575 se juntou a Alençon. Se tornou líder huguenote, mas após vários anos de luta foi levado prisioneiro de guerra. Pouco tempo depois morreu de envenenamento, segundo a crença à época, pelas mãos de sua esposa Catarina. O evento despertou fortes suspeitas acerca da legitimidade de Henrique II. O rei Henrique IV, contudo, não usou o escândalo e em 1609, o fez se casar com Carlota Margarida de Montmorency, com quem, para evitar os galanteios do rei, o príncipe foi à Espanha e então Itália.
Com a morte do rei, retornou à França e intrigou-se com a regente, Maria de Médici, mas foi confinado por três anos (1616–1619). Durante o resto de sua vida, Condé foi um servo fiel do rei, se esforçando para apagar a memória das conexão huguenote de sua casa, e zelando pela perseguição aos protestantes. Sua ambição transformou-se no desejo pelo engrandecimento seguro de sua família e com esse fim se curvou diante do cardeal de Richelieu, cuja sobrinha Clara Clemência de Maillé-Brézé casou com seu filho Luís II. Henrique Júlio, o sucessor, lutou com distinção sob Luís no Franco Condado e Países Baixos. O fim de sua vida foi marcado por fantasias hipocondríacas singulares. Seu neto, Luís Henrique, ministro de Luís XV, não assumiu o título que lhe pertencia.
O filho do duque de Bourbon, Luís V, depois de receber boa educação, destacou-se na Guerra dos Sete Anos e, acima de tudo, pela sua vitória em Joanisberga. Como governador da Borgonha, fez muito para melhorar as indústrias e meios de comunicação daquela província. Na Revolução, pegou em armas em nome do rei, tornou-se comandante do "exército de Condé" e lutou em conjunto com os austríacos até o Tratado de Campoformio em 1797, sendo durante o último ano sob o pagamento da Inglaterra. Então serviu o imperador da Rússia na Polônia, e depois disso (1800) retornou ao pagamento da Inglaterra, e lutou na Baviera. Em 1800, chegou à Inglaterra, onde viveu por vários anos. Com a restauração de Luís XVIII, voltou à França, morrendo em Paris em 1818.
Luís VI, filho do último, foi o último príncipe. Vários dos primeiros eventos de sua vida, especialmente seu casamento com a princesa Batilda de Orleães, e o duelo com o conde de Artois por ter erguido o véu da princesa num baile de máscaras, causaram muito escândalo. Na Revolução, lutou com o exército dos emigrados em Liége. Entre o retorno de Napoleão de Elba e a Batalha de Waterloo, liderou sem sucesso um revolta monarquista em La Vendée. Em 1829, fez um testamento pelo qual nomeou como seu herdeiro o duque de Aumale e fez alguns legados consideráveis à sua amante, a baronesa de Feuchères. Em 27 de agosto de 1830, foi encontrado enforcado na abertura de sua janela. Pensou-se em crime, e os príncipes de Rohan, que eram parentes do falecido, contestaram o testamento. Sua petição, no entanto, foi rejeitada pelos tribunais.

## Príncipes de Condé
| Nome                                                         | Imagem                                     | Nascimento             | Casamento e descendência                                   | Morte                                               |
| ------------------------------------------------------------ | ------------------------------------------ | ---------------------- | ---------------------------------------------------------- | --------------------------------------------------- |
| Luís I ✦ 1546 — 13 de março de 1569                          | Luís I de Bourbon, Príncipe de Condé       | 7 de maio de 1530      | Leonor de Roye 22 de junho de 1551 8 filhos                | 13 de março de 1569 (38 anos, 10 meses e 6 dias)    |
| Henrique I ✦ 13 de março de 1569 — 5 de março de 1588        | Henrique I de Bourbon, Príncipe de Condé   | 29 de dezembro de 1552 | Carlota de La Trémoille 16 de março de 1586 2 filhos       | 5 de março de 1588 (35 anos, 2 meses e 5 dias)      |
| Henrique II ✦ 1 de setembro de 1588 — 26 de dezembro de 1646 | Henrique II de Bourbon, Príncipe de Condé  | 1 de setembro de 1588  | Carlota de Montmorency 1609 3 filhos                       | 26 de dezembro de 1646 (58 anos, 3 meses e 25 dias) |
| Luís II ✦ 26 de dezembro de 1646 — 11 de dezembro de 1686    | Luís II de Bourbon, Príncipe de Condé      | 8 de setembro de 1621  | Clara de Maillé-Brézé 11 de fevereiro de 1641 3 filhos     | 11 de dezembro de 1686 (65 anos, 3 meses e 3 dias)  |
| Henrique III ✦ 11 de dezembro de 1686 — 1 de abril de 1709   | Henrique III de Bourbon, Príncipe de Condé | 29 de julho de 1643    | Ana Henriqueta da Baviera 11 de dezembro de 1663 10 filhos | 1 de abril de 1709 (65 anos, 8 meses e 3 dias)      |
| Luís III ✦ 1 de abril de 1709 — 4 de maio de 1710            | Luís III, Príncipe de Condé                | 18 de outubro de 1668  | Luísa Francisca de Bourbon 24 de maio de 1685 9 filhos     | 4 de maio de 1710 (41 anos, 6 meses e 16 dias)      |
| Luís IV Henrique ✦ 4 de maio de 1710 — 27 de janeiro de 1740 | Luís IV Henrique, Príncipe de Condé        | 18 de agosto de 1692   | Carolina de Hesse-Rotemburgo 24 de julho de 1728 1 filho   | 27 de janeiro de 1740 (47 anos, 5 meses e 9 dias)   |
| Luís V José ✦ 27 de janeiro de 1740 — 13 de maio de 1818     | Luís V José, Príncipe de Condé             | 9 de agosto de 1736    | Carlota de Rohan 3 de maio de 1753 3 filhos                | 13 de maio de 1818 (81 anos, 9 meses e 4 dias)      |
| Luís VI Henrique ✦ 13 de maio de 1818 — 27 de agosto de 1830 | Luís VI Henrique, Príncipe de Condé        | 13 de abril de 1756    | Batilde de Orleães 24 de abril de 1770 1 filho             | 27 de agosto de 1830 (74 anos, 4 meses e 14 dias)   |